# Giuseppe Malan
Giuseppe Malan (San Giovanni, 15 giugno 1808 – Torino, 16 ottobre 1886) è stato un politico italiano.

## Biografia
Valdese, si trasferì a Torino nel 1838, dove divenne un punto di riferimento per quella comunità e il governo sabaudo. Dopo la libertà religione concessa dalle regie patenti del 1848, fu attivo nel proselitismo e nella difesa del principio di libertà religiosa.
Fu deputato del Regno di Sardegna per tre legislature, eletto nel collegio di Bricherasio. Fu il primo deputato di confessione protestante eletto nel Parlamento Subalpino.
Con il collega Giuseppe Brignone, fu promotore della realizzazione della Ferrovia Torino-Pinerolo.